# Удаядитьяварман II
Удаядитьяварман II (кхмер. ឧទយាទិត្យវម៌្មទី២, ум. 1066) — правитель Кхмерской империи (1049/50 — 1066).

## Биография

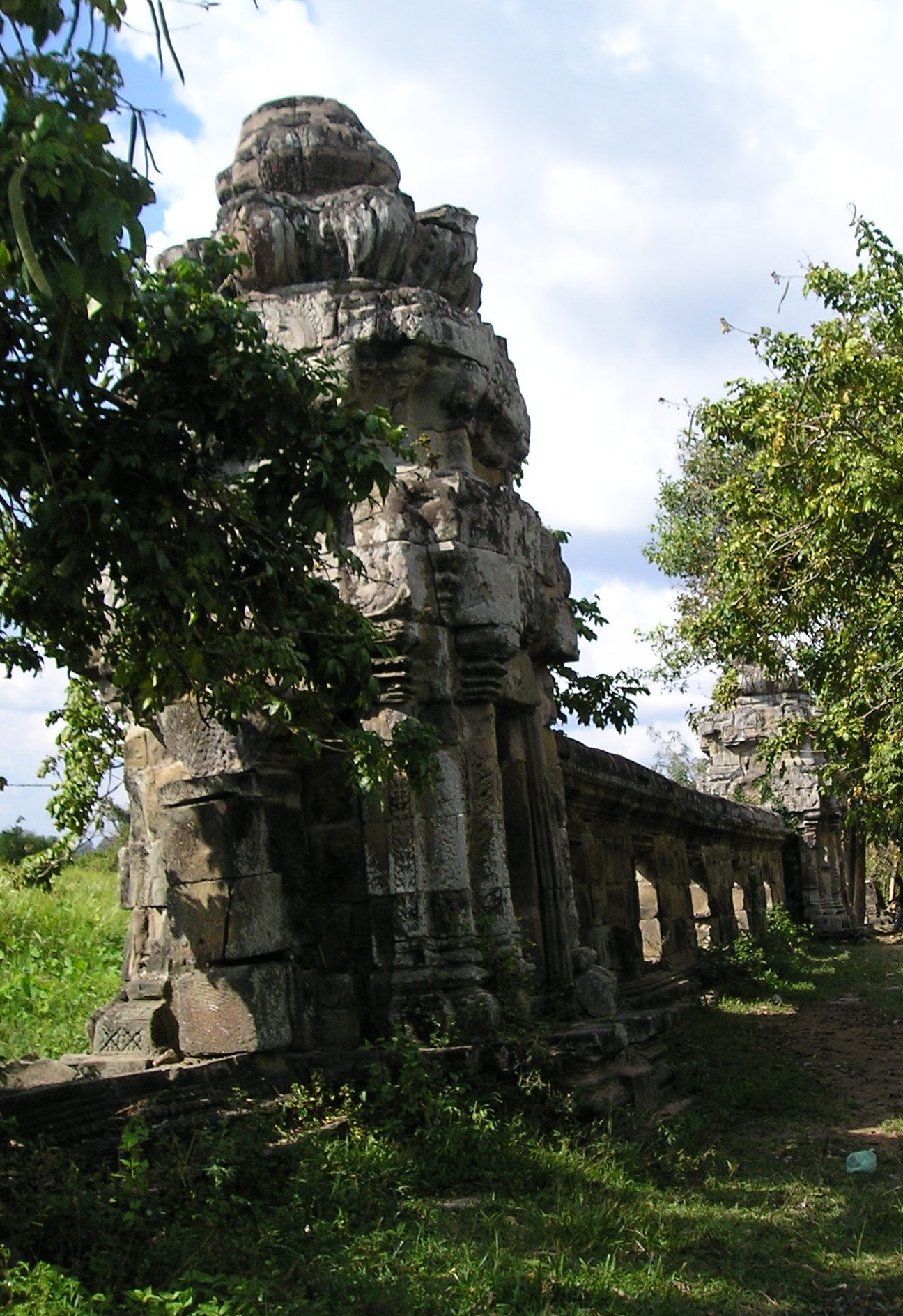
Западный Мебон

Удаядитьяварман II приходился Сурьяварману I сыном или ближним родственником.
Был коронован в 1050 году. Так как на момент коронования, Удаядитьяварман II был ребёнком, регентство на себя приняли врах гуру Джаендрапандита и военачальник Санграма, который не допустил распада государства.
При его правлении, несмотря на то, что то там то тут происходили восстания, Кхмерская империя разрасталась в своих размерах, активно шла постройка новых храмов и городов.
Посередине Западного Барая был построен храм Западный Мебон.
В центре столицы возник храм Баппон.
Удаядитьяварман II умер в 1066 году, престол унаследовал его брат Харшаварман III. Его посмертное имя нам пока неизвестно.